# Cel (wojsko)
Cel lub cel wojskowy – dozwolony przez prawo międzynarodowe obiekt, który obejmuje wszystkich kombatantów zdolnych do i prowadzących walkę, urządzenia, budynki i obszary, gdzie siły zbrojne lub jej środki (zasoby) są zlokalizowane oraz inne obiekty, które poprzez swój charakter i przeznaczenie, lokalizację lub użycie wykorzystywane są do prowadzenia działań militarnych, a które całkowite lub częściowe zniszczenie, przechwycenie lub neutralizacja powoduje wymierne korzyści z wojskowego punktu widzenia.
- analiza celów – ocena potencjalnych celów, aby określić ich znaczenie z wojskowego punktu widzenia, kolejność niszczenia i rodzaju broni potrzebnej do osiągnięcia żądanego poziomu porażenia lub strat.
- grupa celów, cel grupowy – dwa lub więcej celów wymagających jednoczesnego ostrzału; grupa celów oznaczana jest kombinacją liter lub cyfr albo pseudonimem
- cel o wysokiej opłacalności – cel, którego utrata przez przeciwnika, w sposób zasadniczy wpływa na powodzenie wojsk własnych; cele o wysokiej opłacalności są tymi celami wielkiej wartości, które zostały zidentyfikowane podczas gry wojennej i które muszą być rozpoznane i pomyślnie atakowane dla zapewnienia sukcesu w realizacji zadania postawionego przez dowódcę wojsk własnych
- cel o wysokiej wartości – cel (osoba,  obiekt), którego wymaga dowódca sił przeciwnika do pomyślnego wykonania misji[1]
- cel pozorowany – imitacja osoby, obiektu lub zjawiska, stosowana w celu zmylenia przeciwnika lub jego systemów obserwacji i wykrywania.
- cel punktowy – we wsparciu ogniem artylerii cel o średnicy mniejszej niż 50 metrów
- cel szczególnego zainteresowania – obszar geograficzny lub punkt wzdłuż korytarza ruchu wojsk, którego udane przechwycenie spowoduje zaniechanie przez przeciwnika obranego kierunku działania lub zmusi go do użycia specjalistycznego wsparcia saperskiego celem kontynuacji obranego kierunku. Jest to rejon, w którym przeciwnik może być zaangażowany w walkę.
- głębokość celu - wymiar celu wzdłuż kierunku prowadzenia ognia[2]